# Sistema tributario francés
El sistema tributario francés está compuesto de un conjunto de impuestos, contribuciones a la seguridad social, tasas y derechos que son exigidos por la tesorería pública (Trésor public) de Francia. En Francia la casi totalidad de los impuestos están recaudados por la administración central.
P
U
- - El parlamento francés vota anualmente los presupuestos generales del estado para determinar el nivel d*/*impuestos

.

## Los diferentes categorías de impuestos
Existen tres administraciones que recauden los impuestos en Francia;
- Gobierno central: El Estado y administraciones independientes del Estado disponen de un presupuesto propio pero recaude además gran parte de los tributos para las otras administraciones.
- Gobiernos locales: Las regiones, los departamentos y las comunas y sus administraciones independientes tienen la responsabilidad de varios tributos que cubren 60 % de sus gastos.
- Los organismos de la seguridad social: Son entidades privadas con misión de servicio público. Tienen un presupuesto independiente del gobierno central y recursos propios

El conjunto de los impuestos y tributos de los tres administraciones representa 43 % del producto interior bruto en 2007, una ligera reducción desde 1999, que sin embargo deja a Francia en la trama alta de países según la clasificación de la OCDE.

## Categorías de tributos

### Impuestos sobre la producción e importación
Son impuestos recaudados por las administraciones públicas (o la UE) sobre precios y costes de la producción de bienes y servicios o de su consumo.
- Impuestos sobre la producción (locales):

Taxe professionelle
Taxe foncière
Versement transport
- Impuestos sobre el consumo (centrales):

IVA
Impuestos sobre el alcohol, tabaco y petróleo

### Impuesto sobre el patrimonio
El patrimonio puede ser objeto de tributos (droit de succession) cuando hay transmisión del bien (donación o herencia). 
| Herencia                   | Entre individuos formando pareja (donaciones) | Tramos    | Impuesto (acumulativo) |
| -------------------------- | --------------------------------------------- | --------- | ---------------------- |
| Inferior a 7953 €          | 5 %                                           | 398 €     | 398 €                  |
| De 7953 € a 15 697 €       | 10 %                                          | 774 €     | 1172 €                 |
| De 15 697 € a 31 395 €     | 15 %                                          | 2355 €    | 3527 €                 |
| De 31 395 € a 544 173 €    | 20 %                                          | 102 556 € | 106 083 €              |
| De 544 173 € to 889 514 €  | 30 %                                          | 103 602 € | 209 685 €              |
| De 889 514 € a 1 779 029 € | 35 %                                          | 311 330 € | 521 015 €              |
| Superior a 1 779 029 €     | 40 %                                          |           |                        |

| Herencia                   | Descendientes directos | Tramos    | Impuesto (acumulativo) |
| -------------------------- | ---------------------- | --------- | ---------------------- |
| Inferior a 7953 €          | 5 %                    | 398 €     | 398 €                  |
| De 7953 € a 11 930 €       | 10 %                   | 398 €     | 79000 €                |
| De 11 930 € a 15 697 €     | 15 %                   | 565 €     | 1361 €                 |
| De 15 697 € a 544 173 €    | 20 %                   | 105 695 € | 107 056 €              |
| De 544 173 € a 889 514 €   | 30 %                   | 103 602 € | 210 658 €              |
| De 889 514 € a 1 779 029 € | 35 %                   | 311 330 € | 521 988 €              |
| Superior a 1 779 029 €     | 40 %                   |           |                        |

| Herencia          | Hermanos | Otros parientes | Otra familia |
| ----------------- | -------- | --------------- | ------------ |
| Inferior 24 069 € | 35 %     | 55 %            | 60 %         |
| Superior 24 069 € | 45 %     | 55 %            | 60 %         |

Cantidad libre de impuesto:
| Parentesco                                  | Libre     |
| ------------------------------------------- | --------- |
| Herencias:                                  |           |
| Hijo                                        | 156 974 € |
| Hermano                                     | 15 697 €  |
| Sobrino                                     | 7849 €    |
| Otro                                        | 1570 €    |
| Donaciones:                                 |           |
| Entre pareja                                | 79 533 €  |
| Hijo                                        | 156 974 € |
| Nieto                                       | 31 395 €  |
| Sobrino                                     | 7849 €    |
| Suplemento para personas con discapacidades | 156 974 € |

Además, el Estado exige un impuesto (impôt de solidarité sur la fortune o ISF) sobre los patrimonios y las administraciones locales recaudan impuestos sobre los bienes inmuebles. Finalmente hay impuestos sobre ganancias patrimoniales.
Impuesto sobre el patrimonio
| Patrimonio neto               | Tipo (%, 2010) |
| ----------------------------- | -------------- |
| Desde 0 hasta 790 000 €       | 0              |
| De 790 000 € a 1 290 000 €    | 0.55           |
| De 1 290 000 € a 2 530 000 €  | 0.75           |
| De 2 530 000 € a 3 980 000 €  | 1              |
| De 3 980 000 € a 7 600 000 €  | 1.30           |
| De 7 600 000 € a 16 540 000 € | 1.65           |
| A partir de 16 540 000 €      | 1.80           |

También son objeto de derechos sobre actos jurídicos (droits d'enregistrement) las ventas de inmuebles, negocios y vehículos tanto como sobre herencias.
Desde 1988 existe un límite al monto del Impuesto sobre el Patrimonio que se puede exigir. Inicialmente establecido en 70 % de los ingresos, fue rebajado en 2009 al 50 %.

### Impuestos sobre las rentas
Existen tres categorías de impuestos sobre las rentas:
- Impueeficia a las familias con niños y que el estado no retiene los impuestos en la nómina (salvo petición explícita de la persona).

Las rentas se calculan por hogar y se calcula cuantos unidades componen el hogar (1 unidad por adulto, 0.5 por niño hasta el segundo y 1 por cada niño adicional).
| 1 unidad (1 adulto hogar)     | 2 unidades (2 adultos hogar)   | 2.5 unidades (2 adultos + 1 descendiente hogar) | 3 unidades (2 adultos + 2 descendiente hogar) | 4 unidades (2 adultos + 3 descendiente hogar) | Tipo  |
| ----------------------------- | ------------------------------ | ----------------------------------------------- | --------------------------------------------- | --------------------------------------------- | ----- |
| Hasta 5875 €                  | Hasta 11 750 €                 | Hasta 14 688 €                                  | Hasta 17 625 €                                | Hasta 23 500 €                                | 0 %   |
| Desde 5875 € hasta 11 720 €   | Desde 11 720 € hasta 23 400 €  | Desde 14 688 € hasta 29 300 €                   | Desde 17 625 € hasta 36 160 €                 | Desde 23 500 € hasta 46 880 €                 | 5.5 % |
| Desde 11 720 € hasta 26 030 € | Desde 23 440 € hasta 52 060 €  | Desde 29 300 € hasta 65 075 €                   | Desde 35 160 € hasta 78 090 €                 | Desde 46 880 € hasta 104 120 €                | 14 %  |
| Desde 26 030 € hasta 69 783 € | Desde 52 060 € hasta 139 556 € | Desde 65 075 € hasta 174 448 €                  | Desde 78 090 € hasta 209 349 €                | Desde 104 120 € hasta 279 132 €               | 30 %  |
| A partir de 69 783 €          | A partir de 139 556 €          | A partir de 174 448 €                           | A partir de 209 132 €                         | A partir de 279 132 €                         | 40 %  |

### Impuestos sociales
En 1991 el gobierno francés estableció un nuevo impuesto (Contribution social généralisée, CSG) para equilibrar la financiación del sistema de seguridad social entre las rentas del trabajo y las rentas del capital. además introdujo otro impuesto nuevo para reembolsar las deudas de la seguridad social (Contribution pour le remboursement de la dette sociale, CRDS).
- CSG: 7.5 % sobre las rentas del trabajo y 8,2 % sobre las rentas del capital.
- CRDS: 0.5 % sobre ambas categorías de rentas.

|                                                          | Rentas del trabajo y subsidio del paro (sobre 97 % del bruto) | Jubilaciones (sobre 95 % del bruto) | Rentas del capital |
| -------------------------------------------------------- | ------------------------------------------------------------- | ----------------------------------- | ------------------ |
| CSG (Contribution sociale généralisée)                   | 7.5 %                                                         | 6.6 %                               | 8.2 %              |
| CRDS (Contribution au remboursement de la dette sociale) | 0.5 %                                                         | 0.5 %                               | 0.5 %              |
| PS (Prélèvement Social, Contribution additionnelle)      | 0 %                                                           | 0 %                                 | 2.3 %              |
| RSA (Revenu de solidarité active)                        |                                                               |                                     | 1.1 %              |
| Total                                                    | 8 %                                                           | 7.1 %                               | 12.1 %             |

### Impuesto sobre sociedades
El tipo normal es del 33.3 %.

## Impuestos locales
Las administraciones locales recaudan tanto impuestos directos como indirectos ;
- Directos: impuestos sobre terrenos, impuesto sobre viviendas e impuesto sobre actividad económica. También hay impuestos y tasas sobre los residuos, los anuncios, los apuestos y sobre las torres eléctricas.
- Indirectos: impuesto urbanístico, tasa sobre cambio de titularidad, impuesto sobre remontes mecánicos e impuesto sobre importaciones (regiones de ultramar).

## Estadísticas sobre los impuestos
| Transferencia entre administración    | Impuesto directo | Impuesto indirecto | Cotizaciones sociales |
| ------------------------------------- | ---------------- | ------------------ | --------------------- |
| Estado                                | 39.4             | 57.6               | 3.0                   |
| Gobierno central                      | 54.5             | 45.5               | 0                     |
| administración de la seguridad social | 19.8             | 9                  | 71.2                  |
| Gobiernos locales                     | 62.3             | 37.7               | 0                     |
| Total                                 | 27.1             | 35.7               | 37.2                  |

| administración                        | en miles de millones de € | % del total | % del PIB |
| ------------------------------------- | ------------------------- | ----------- | --------- |
| Gobierno central                      | 292.5                     | 37.9        | 17.1      |
| administración de la seguridad social | 360,1                     | 47,9        | 21,1      |
| Gobiernos locales                     | 95,2                      | 12,7        | 5,6       |
| UE                                    | 4,5                       | 0,6         | 0,3       |
| Total                                 | 752,2                     | 100,0       | 44,0      |